# O Samba Continua
O Samba Continua é um álbum do grupo de samba Demônios da Garoa, lançado no ano de 1980 pela gravadora Phonodisc. Este disco reune as regravações de maiores sucessos do grupo, como Trem das Onze, Iracema e Saudosa Maloca além das inéditas músicas Copo D'Auga de Arnaldo Rosa e Vai no Bexiga Pra Ver, de Geraldo Filme .
| Críticas profissionais | Críticas profissionais |
| Avaliações da crítica  | Avaliações da crítica  |
| Fonte                  | Avaliação              |
| ---------------------- | ---------------------- |
| allmusic               | [ 3 ]                  |

## Faixas
| Lado 1 |                    |                  |         |  |
| N.º    | Título             | Compositor(es)   | Duração |  |
| 1.     | "Copo D'Auga"      | Arnaldo Rosa     | 2:32    |  |
| 2.     | "Saudosa Maloca"   | Adoniran Barbosa | 2:42    |  |
| 3.     | "Samba do Arnesto" | Adoniran Barbosa | 2:39    |  |
| 4.     | "Lenço na Moleira" | Elzo Augusto     | 2:14    |  |
| 5.     | "Iracema"          | Adoniran Barbosa | 2:40    |  |
| 6.     | "Progressio"       | Adoniran Barbosa | 2:14    |  |

| Lado 2         |                          |                                |         |  |
| N.º            | Título                   | Compositor(es)                 | Duração |  |
| 1.             | "Vai No Bexiga Pra Ver"  | Geraldo Filme                  | 2:51    |  |
| 2.             | "Trem das Onze"          | Adoniran Barbosa               | 2:40    |  |
| 3.             | "As Mariposa"            | Adoniran Barbosa               | 2:34    |  |
| 4.             | "No Morro da Casa Verde" | Adoniran Barbosa               | 2:10    |  |
| 5.             | "Samba Italiano"         | Adoniran Barbosa               | 2:50    |  |
| 6.             | "Ói Nóis Aqui Tráveis"   | Geraldo Blota, Joseval Peixoto | 1:52    |  |
| Duração total: | Duração total:           | Duração total:                 | 29:58   |  |

## Músicos Participantes
- Arnaldo Rosa - Ritmo
- Antonio Gomes Neto - Violão
- Claudio Rosa - Pandeiro
- Roberto Barbosa - Cavaquinho
- Ventura Ramirez - Violão 7 Cordas